# 一乘寺車站
35°2′39.31″N 135°47′14.93″E / 35.0442528°N 135.7874806°E
一乘寺車站（日语：／ Ichijōji eki */?）是位於日本京都市左京區一乘寺里之西町的叡山電鐵叡山本線的車站。

## 車站結構

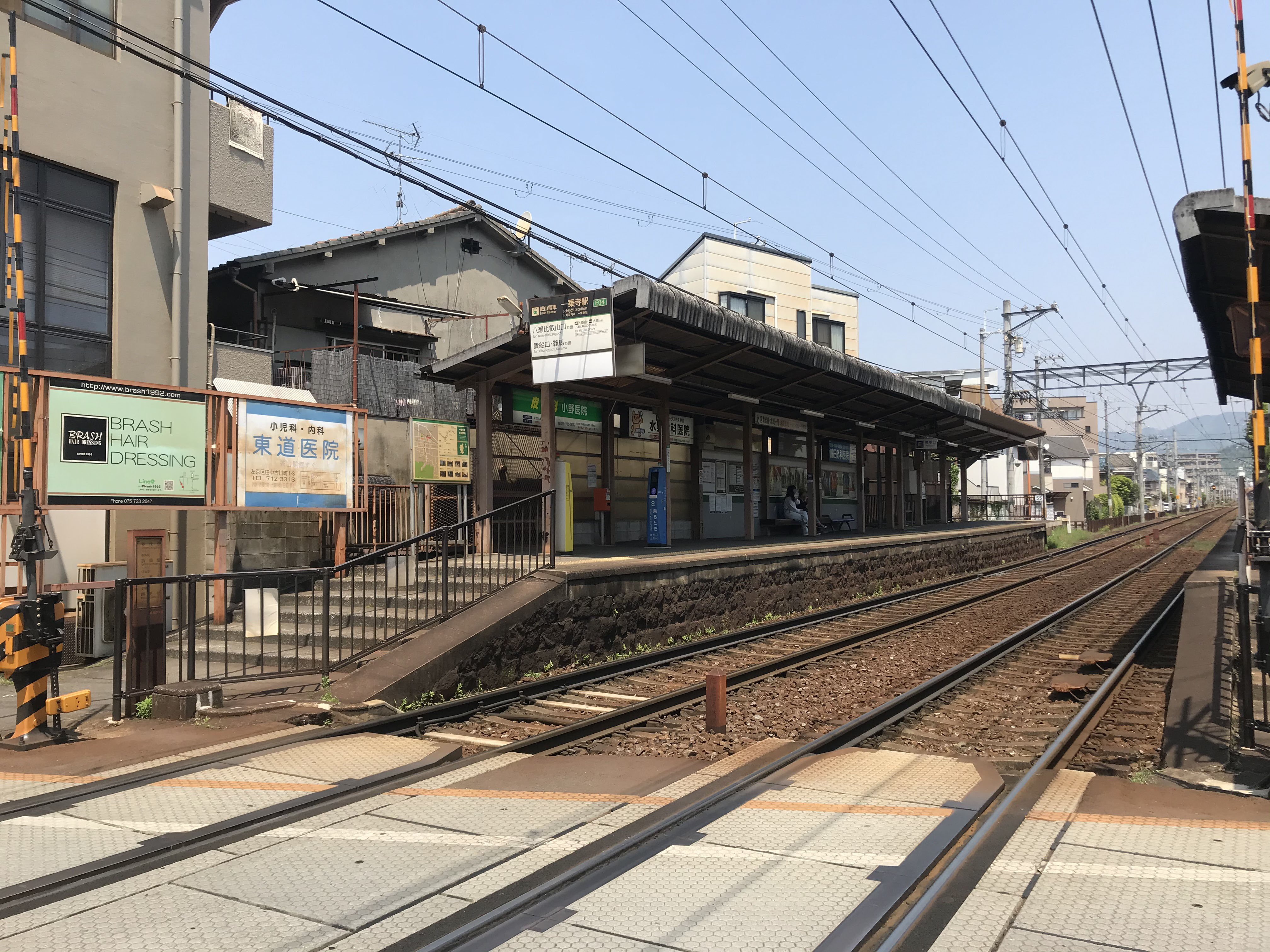
往八瀨比叡山口方向的月臺（2020年5月）

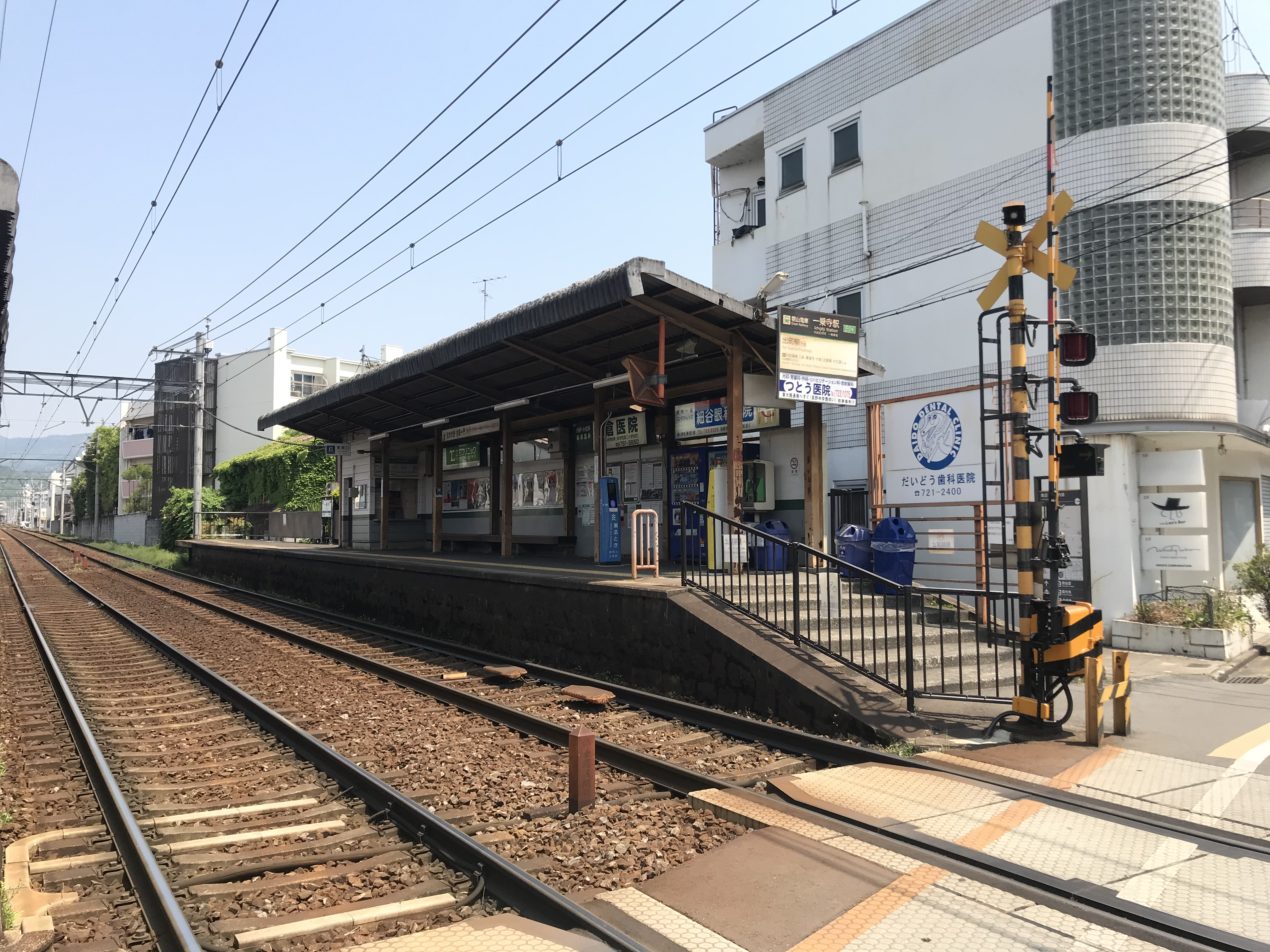
往出町柳方向的月臺（2020年5月）

擁有相對式月台2面2線。平常雖然沒有站員進駐，但平日的早晨或乘客較多的時候則會配置站員於此，因此在往出町柳車站方向的月台出入口處設有剪票口狀的柵欄。且僅在往出町柳車站方向的月台設有售票機，可於8點至18點30分之間使用。
入口位在月台靠出町柳車站的一側，僅鄰「曼殊院道」上的平交道（但是要去曼殊院的話則相鄰的修學院車站比較近）。往八瀨比叡山口車站、鞍馬車站方向的月台幾乎全部都設有遮蓬，往出町柳車站方向的月台則設有約一節車箱長的遮蓬，隆罩住一人控制電車的登車口。
兩個方向的月台皆沒有無障礙設施。從道路至月台間只有階梯（參照圖片），使用輪椅的話必需要有人從中協助。

### 月台配置
| 路線     | 方向 | 目的地                                              |
| -------- | ---- | --------------------------------------------------- |
| 叡山本線 | 上行 | 往出町柳 京阪線（三條、枚方、大阪方向；出町柳轉乘） |
| 叡山本線 | 下行 | 八瀨比叡山口、鞍馬方向                              |

## 車站周邊
車站面向曼殊院道，位於商店街。在啟用當時有許多商家羅列，在戰後市場被開拓，曼殊院道上也開始有公車行駛。1960年代，車站西側發展成了商店街、風化區，而且擁有在當時除了市中心之外非常稀有的電影院、柏青哥店。從1980年左右開始衰退，電影院倒閉，但商店街的模樣則保留了下來。現在，以大學生為對相的店家較多，特別是拉麵店的數量在京都被說是數一數二，京都拉麵在日本全國的拉麵迷中知名度相當高。
附近有詩仙堂、一乘寺下松等許多觀光景點。
現在最近的京都市營巴士公車站有東方約400公尺處面向白川通的5、65、北8路「一乘寺下松町」，以及西方約300公尺處面向東大路通的31路「一乘寺高槻町」。
雖然叡電的普通運費是採用區間制度，但考慮到商店街的使用者，曾經有段時期將本站～三宅八幡車站劃為一區。
- 一乘寺下松（以宮本武藏和吉岡一門在此處的決鬥而聞名）
- 詩仙堂（車內廣播會提及）
- 狸谷山不動院（車內廣播會提及）
- 惠文社一乘寺店（以美術書籍等聞名的書店）
- 京都工藝纖維大學（通常是使用公車。鐵路的話最近的是松崎車站）
- 京都市立修學院中學校
- 京都市立修學院第二小學校
- 滋賀銀行一乘寺分店
- 將軍山城

## 歷史
- 1925年（大正14年）9月27日　開業。當時為京都電燈的車站。
- 1942年（昭和17年）3月2日　由於公司的讓渡，成了京福電氣鐵道的車站。
- 1986年（昭和61年）4月1日　由於公司的讓渡，成了叡山電鐵的車站。

## 相鄰車站
叡山電鐵
 叡山本線
茶山（E03）－一乘寺（E04）－修學院（E05）

## 外部連結
- 一乘寺車站（叡山電鐵）
  - 車站資訊、車站結構圖 （页面存档备份，存于）（日語）
  - 標準發車時刻表（往八瀨比叡山口、鞍馬）（日語）
  - 標準發車時刻表（往出町柳）（日語）